# OpenManage
OpenManage von Dell Inc. ist eine Sammlung von Applikationen zum Netzmanagement. Es handelt sich, anders als der Name vermuten lässt, um proprietäre Software.

## OpenManage™-Applikationen

### IT Assistant (ITA)
Der ITA ist eine Konsole für das Verwalten von Servern, Speicherarrays, Magnetbandbibliotheken, Switches, Drucker und im Netzwerk verteilte Clients. Ein Warn- und Mitteilungssystem informiert den Administrator proaktiv.

### OpenManage™ Enterprise (OME)
Dell EMC OpenManage™ Enterprise ist die "nächste Generation" der OpenManage™ Essentials-Konsole.
Die OpenManage™ Enterprise-Systemverwaltungskonsole vereinfacht die Verwaltung, die Automatisierung und Vereinheitlichung von IT-Infrastruktur Aufgaben.

### OpenManage™ Network Manager (OMNM)
Mit dem OMNM besteht die Möglichkeit, automatisiert Netzwerkgeräte zu entdecken und detaillierte Informationen über die Ressourcen anzuzeigen. Hierzu kann auch eine physikalische und logische Topologiekarte gezeichnet werden. Die Konfigurierung der Geräte ist in Gruppen zu realisieren. Die Bereitstellung von Firmware kann zu verschiedenen Geräten in einer Operation erfolgen. Der Administrator kann die Leistung des Netzwerkes mithilfe von Dashboards nachverfolgen. Bei Alarmen kann der Administrator durch Drilldown zum Gerät gelangen. Der Zugang erfolgt über ein Web GUI-Interface. Über Licence Management können zudem die Lizenzen verwaltet werden.

### OpenManage™ Server Administrator (OMSA)
Der OMSA-Agent kann auf einer 32-Bit- und 64-Bit-Version von Windows Server, Red Hat Linux und Novell SUSE Linux installiert werden.

### Server Update Utility (SUU)
Das SUU beinhaltet Softwaretools zur Serveraktualisierung. Dell bietet verschiedene Tools um die Server komplett zu aktualisieren für alle Server und unterstützte Betriebssysteme von der 8. bis zur 14. Generation.

### Content Manager
Der Content Manager ermöglicht von Dell Update Packages (DUPs) herunterzuladen. Dazu werden Custom Repositories genutzt.

### Deployment Toolkit (DTK)
Das DTK stellt eine Vielzahl von Dienstprogrammen zur Konfiguration von Dell-PowerEdge-Systemen bereit. Der Nutzer kann Installationsskripts erstellen.